# Leichtathletik-Weltmeisterschaften 1991/Marathon der Männer

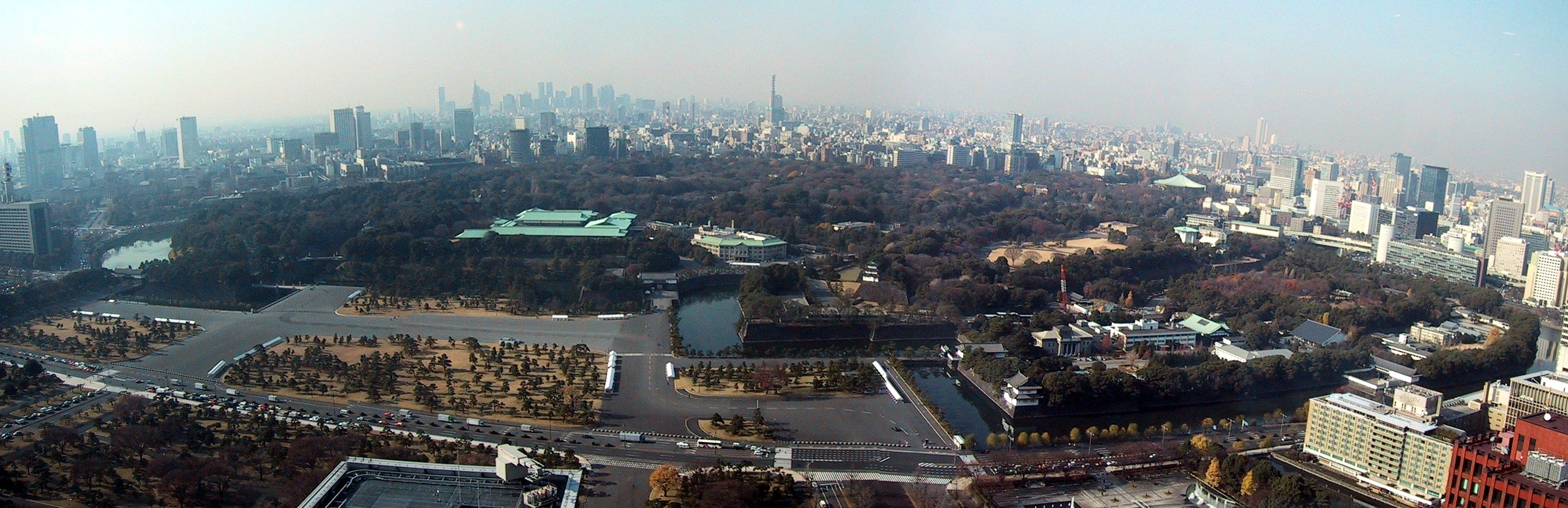
Panoramablick auf den Imperial Palace in Tokio

Der Marathonlauf der Männer bei den Leichtathletik-Weltmeisterschaften 1991 wurde am 1. September 1991 in den Straßen der japanischen Hauptstadt Tokio ausgetragen.
Weltmeister wurde der Japaner Hiromi Taniguchi. Wie schon bei den Weltmeisterschaften 1987 errang der Olympiadritte von 1988 und Afrikameister von 1985 Ahmed Salah aus Dschibuti die Silbermedaille. Bronze ging an den US-Amerikaner Steve Spence.

## Rekorde / Bestleistungen

### Bestehende Rekorde / Bestmarken
| Weltbestzeit             | 2:06:50 h | Belayneh Dinsamo   | Rotterdam-Marathon | 17. April 1988  |
| Weltmeisterschaftsrekord | 2:10:03 h | Robert de Castella | WM in Helsinki     | 14. August 1983 |

Anmerkung:
Rekorde wurden damals im Marathonlauf und Straßengehen wegen der unterschiedlichen Streckenbeschaffenheiten mit Ausnahme von Meisterschaftsrekorden nicht geführt.

### Rekordverbesserung
Der bestehende WM-Rekord wurde bei diesen Weltmeisterschaften nicht eingestellt und nicht verbessert.

## Ergebnis

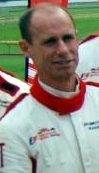
Für den WM-Dritten von 1987 Steve Moneghetti reichte es diesmal zu Platz elf

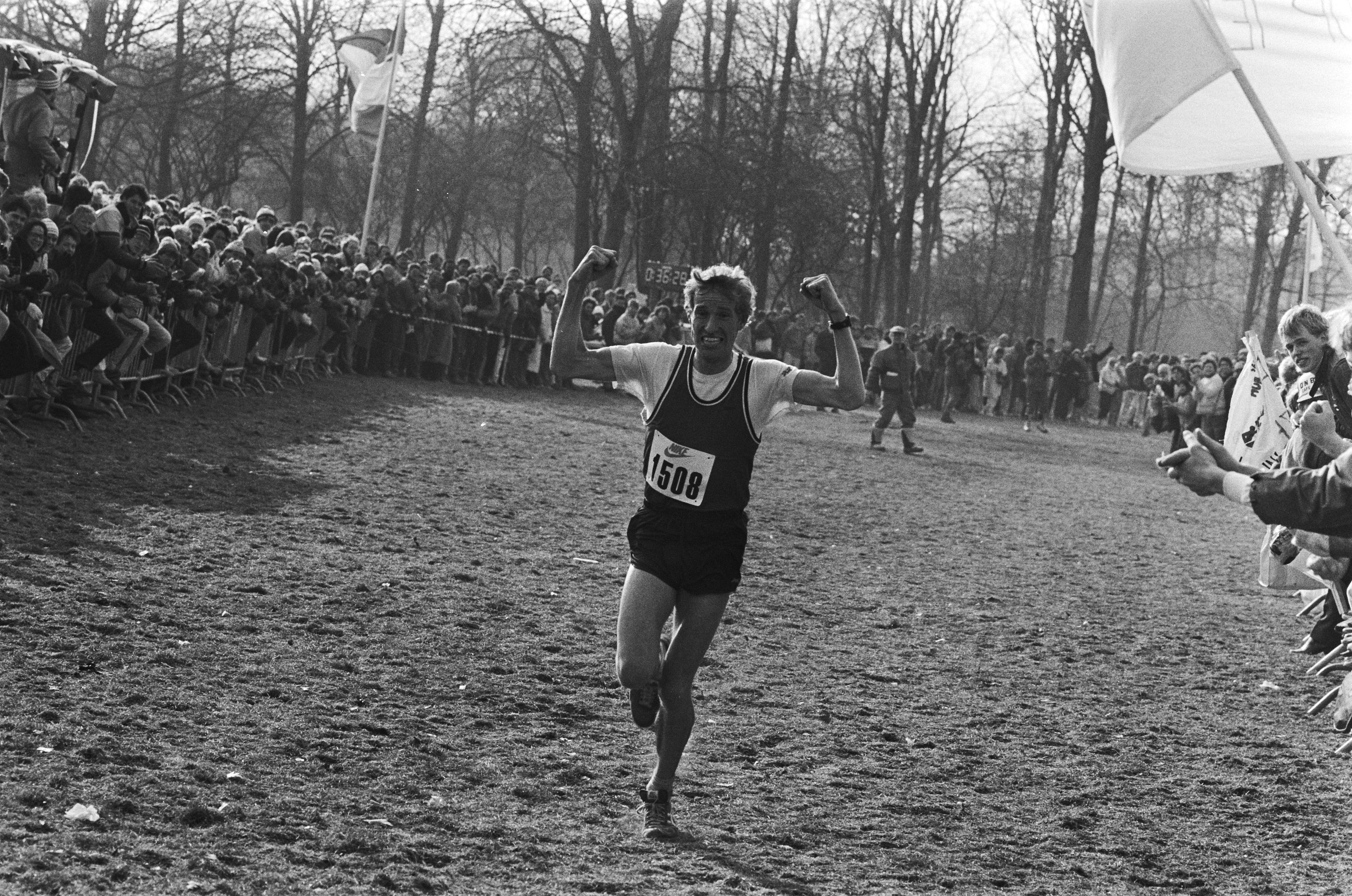
Tonnie Dirks belegte Rang sechzehn

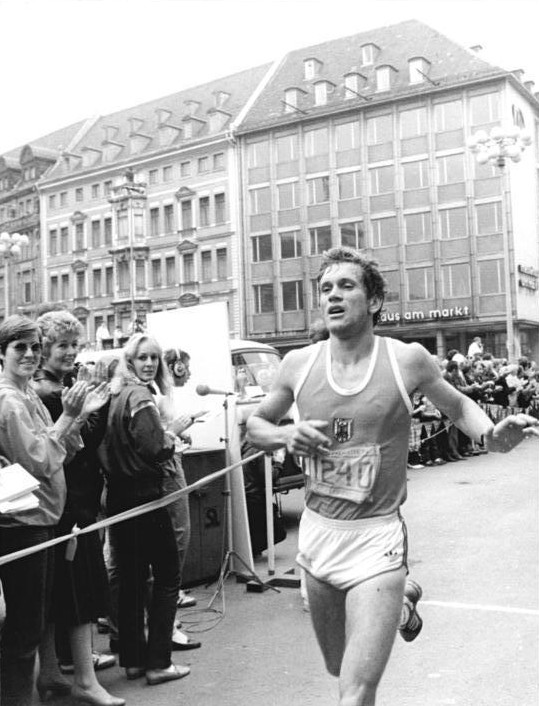
Jörg Peter beendete das Rennen nicht

1. September 1991, 6:00 Uhr
| Platz | Athlet                 | Land              | Zeit (h) |
| ----- | ---------------------- | ----------------- | -------- |
|       | Hiromi Taniguchi       | Japan             | 2:14:57  |
|       | Ahmed Salah            | Dschibuti         | 2:15:26  |
|       | Steve Spence           | USA               | 2:15:36  |
| 04    | Jan Huruk              | Polen             | 2:15:47  |
| 05    | Futoshi Shinohara      | Japan             | 2:15:52  |
| 06    | Salvatore Bettiol      | Italien           | 2:15:58  |
| 07    | Maurilio Castillo      | Mexiko            | 2:16:15  |
| 08    | Gelindo Bordin         | Italien           | 2:17:03  |
| 09    | Tekeye Gebrselassie    | Äthiopien         | 2:18:37  |
| 10    | Konrad Dobler          | Deutschland       | 2:19:01  |
| 11    | Steve Moneghetti       | Australien        | 2:19:18  |
| 12    | Sam Carey              | Großbritannien    | 2:20:02  |
| 13    | Peter Maher            | Kanada            | 2:20:31  |
| 14    | Diego García           | Spanien           | 2:21:16  |
| 15    | Dominique Chauvelier   | Frankreich        | 2:21:37  |
| 16    | Tonnie Dirks           | Niederlande       | 2:22:17  |
| 17    | Elphas Ginindza        | Swasiland         | 2:22:43  |
| 18    | Stephan Freigang       | Deutschland       | 2:23:13  |
| 19    | Kim Won-tak            | Südkorea          | 2:23:14  |
| 20    | Dave Buzza             | Großbritannien    | 2:23:24  |
| 21    | Vladimir Bukhanov      | Sowjetunion       | 2:24:26  |
| 22    | Motsemme Kgaotsang     | Botswana          | 2:25:28  |
| 23    | Kim Reynierse          | Aruba             | 2:26:50  |
| 24    | Martin Vrábel          | Tschechoslowakei  | 2:26:56  |
| 25    | Gian Luigi Macina      | San Marino        | 2:28:40  |
| 26    | Steve Taylor           | USA               | 2:29:09  |
| 27    | Myint Kan              | Myanmar           | 2:29:14  |
| 28    | William Aguirre        | Nicaragua         | 2:29:35  |
| 29    | Aleksandr Vychuzhanin  | Sowjetunion       | 2:32:37  |
| 30    | Alberto Cuba           | Kuba              | 2:32:57  |
| 31    | Krishna Bahadur Basnet | Nepal             | 2:33:13  |
| 32    | Fai Yeung Ng           | Hongkong          | 2:34:26  |
| 33    | Freddy Lujan           | Bolivien          | 2:36:54  |
| 34    | Gi-Sheng Hsu           | Chinesisch Taipeh | 2:37:20  |
| 35    | Roland Wille           | Liechtenstein     | 2:48:12  |
| 36    | Abdillah Soilihi       | Komoren           | 2:56:36  |
| DNF   | Faasalele Fuauli       | Westsamoa         |          |
| DNF   | Alessio Faustini       | Italien           |          |
| DNF   | Manuel Matias          | Portugal          |          |
| DNF   | Abebe Mekonnen         | Äthiopien         |          |
| DNF   | Takeyuki Nakayama      | Japan             |          |
| DNF   | Antoni Niemczak        | Polen             |          |
| DNF   | Jörg Peter             | Deutschland       |          |
| DNF   | Joaquim Pinheiro       | Portugal          |          |
| DNF   | Francisco Romera       | Spanien           |          |
| DNF   | Jakow Tolstikow        | Sowjetunion       |          |
| DNF   | Carlos Ayala           | Mexiko            |          |
| DNF   | Alfredo Shahanga       | Tansania          |          |
| DNF   | Nivaldo Vieira         | Brasilien         |          |
| DNF   | Åke Eriksson           | Schweden          |          |
| DNF   | Brad Hudson            | USA               |          |
| DNF   | Mohamed Kamel Selmi    | Algerien          |          |
| DNF   | Ahmed Al Hamshani      | Jordanien         |          |
| DNF   | Simon Mrashani         | Tansania          |          |
| DNF   | Kim Wan-ki             | Südkorea          |          |
| DNF   | Laurenio Beserra       | Brasilien         |          |
| DNF   | Jean-Luc Assemat       | Frankreich        |          |
| DNF   | Tesfaye Dadi           | Äthiopien         |          |
| DNF   | Daniel Böltz           | Schweiz           |          |
| DNF   | Manny Lolin            | Marshallinseln    |          |

## Video
- 1991 Tokyo World Championships Men's Marathon auf youtube.com, abgerufen am 19. April 2020